# Novoribatella transcripta
Novoribatella transcripta är en kvalsterart som först beskrevs av Sandór Mahunka 1985.  Novoribatella transcripta ingår i släktet Novoribatella och familjen Oribatellidae. Inga underarter finns listade i Catalogue of Life.